# Anomala picturella
Anomala picturella är en skalbaggsart som beskrevs av Moron och Nogueira 2002. Anomala picturella ingår i släktet Anomala och familjen Rutelidae. Inga underarter finns listade i Catalogue of Life.